# Klystýr

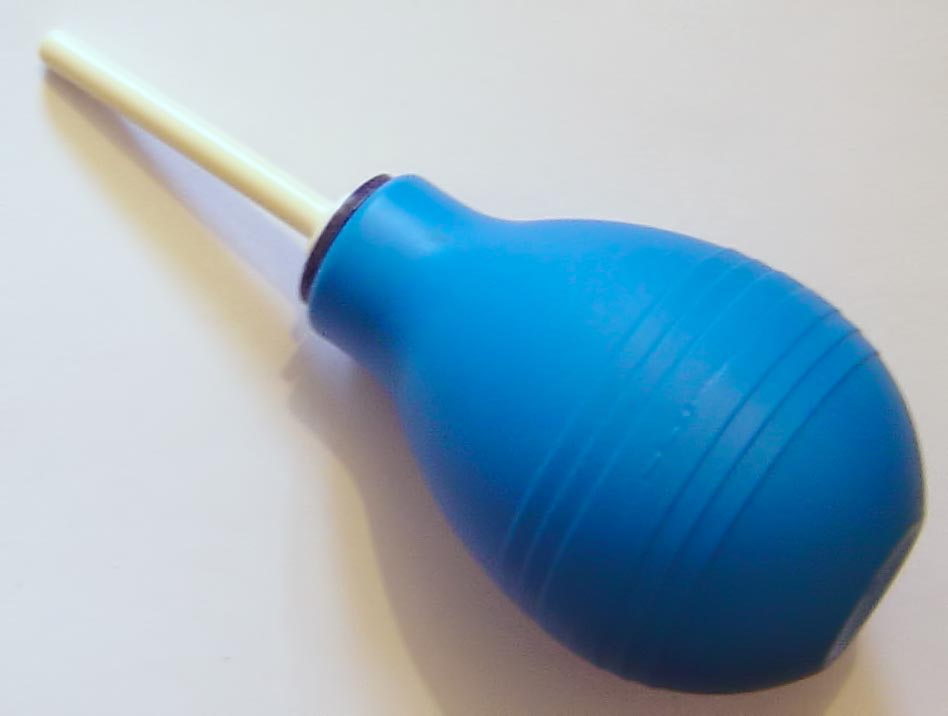
Irigátor

Klystýr (ř. enema, tis, n.) je nálev sloužící k výplachu tlustého střeva (či tato samotná procedura). Pomáhá očistě tlustého a po nácviku i tenkého střeva, podporuje peristaltiku a vylučování usazených zbytků denaturovaných jídel. Je součástí alternativních terapií nebo se pomocí něj vpravují jisté léky, popř. psychoaktivní látky.

## Popis
Zařízení na podávání klystýrů se běžně skládá z několika částí. Používá se tak, že se k nádržce připojí irigační hadice. Na druhý konec hadice se nasadí kohout, na který se nasadí koncovka. Kohout se uzavře, nádržka se naplní tekutinou a zavěsí. Po zavedení koncovky do konečníku se kohout otevře a tekutina začne proudit. Pomůcka na provádění klystýrů se jmenuje irigátor a dá se běžně sehnat v prodejnách zdravotnických potřeb.

## Druhy
- očistné klyzma (vyplachuje střevo)
- projímavé klyzma (změkčuje stolici)
- léčebné klyzma (zavádí ordinovaný lék na sliznici tlustého střeva)
- diagnostické klyzma (zavádí do tlustého střeva kontrastní látku)